# 奧列格·安東諾夫 (排球運動員)
奧列格·雅罗斯拉沃维奇·安東諾夫（俄語：Оле́г Яросла́вович Анто́нов，羅馬化：Oleg Yaroslavovych Antonov，1988年7月28日—），義大利男子排球運動員。他是義大利國家男子排球隊的成員，並代表義大利獲得了2015年世界杯的銀牌和2015年歐洲排球錦標賽的銅牌。他的父親雅羅斯拉夫·安東諾夫是前蘇聯排球運動員，並代表蘇聯在1988年奧運會上獲得銀牌。

## 外部連結
- FIVB profile （页面存档备份，存于）
- LegaVolley player profile （页面存档备份，存于）